# Oliver Williamson
Pour les articles homonymes, voir Williamson.
 (mai 2020).
Si vous disposez d'ouvrages ou d'articles de référence ou si vous connaissez des sites web de qualité traitant du thème abordé ici, merci de compléter l'article en donnant les références utiles à sa vérifiabilité et en les liant à la section « Notes et références ».
Oliver Eaton Williamson, né le 27 septembre 1932 à Superior (Wisconsin) et mort le 21 mai 2020 à Berkeley, est un économiste américain connu pour son travail réalisé sur la théorie des coûts de transaction.
Il reçoit avec Elinor Ostrom le prix dit Nobel d'économie le 12 octobre 2009 « pour leurs travaux sur la gouvernance économique ».

## Biographie
Oliver Williamson reçut son Bachelor of Science de la MIT Sloan School of Management en 1955, son MBA de l'université Stanford en 1960 et son Ph.D. de l'université Carnegie-Mellon en 1963. Il est depuis 1988 professeur émérite (chaire Edgar F. Kaiser d'affaires d'économie et de loi) à l'université de Californie à Berkeley. Il reçoit le prix Nobel d'économie en 2009 qui récompense ses travaux sur la gouvernance économique, notamment les frontières de l’entreprise.
L'éditeur et les coéditeurs du The Journal of Law, Economics, & Organization attribuent un prix à un auteur d'un article considéré comme le plus original et le plus novateur accepté pour publication l'année précédant de l'octroi dudit prix. Ce dernier porte le nom de prix Oliver E. Williamson pour le meilleur article en droit, économie et organisation.

### Famille
Oliver Williamson est marié et a eu cinq enfants.

## La théorie des coûts de transaction (TCT)
Le concept de coûts de transaction apparaît pour la première fois en 1937 dans l'article de Ronald Coase, « The Nature of the Firm ». C'est cependant Williamson qui est considéré comme le père fondateur de ce courant théorique. La TCT postule que les agents ne sont dotés que d'une rationalité limitée (concept que l'on doit à Herbert Simon) tout en pouvant se comporter de manière opportuniste.
Le point de départ de Williamson et de la TCT est de postuler que toute transaction économique engendre des coûts préalables à leur réalisation : coûts liés à la recherche d'informations, aux « défaillances » du marché, à la prévention des (hypothétiques) comportements opportunistes des autres agents, etc. Ainsi, certaines transactions se déroulant sur le marché peuvent engendrer des coûts de transaction très importants. Dès lors, les agents économiques peuvent être amenés à rechercher des arrangements institutionnels alternatifs permettant de minimiser ces coûts. À l'opposé du marché, Williamson distingue ainsi à la suite de Coase la « hiérarchie » qui correspond en fait à l'entreprise. Entre le marché et l'entreprise, de nombreuses formes « hybrides » peuvent être identifiées (sous-traitance, concession, réseau, etc.).

## Publications

### Ouvrages
- (en-US) Markets and Hierarchies : Analysis and Antitrust Implications, Free Press, 1975
- (en-US) The Economic Institutions of Capitalism, Free Press, 1985, trad. française : Les institutions de l’économie, Inter-éditions, 1994

### Articles
- (en-US) « Managerial Discretion and Business Behaviour », American Economic Review, 1963
- (en-US) « Hierarchical Control and Optimum Firm Size », Journal of Political Economy, no 75, vol. 2, 1967
- (en-US) « The Modern Corporation : Origins, Evolution, Attributes », Journal of Economic Literature, vol. 19, décembre 1981
- (en-US) « The New institutional Economics », Journal of Economic Literature, vol. 38, 2000
- (en-US) Oliver E. Williamson, « The Theory of the Firm as Governance Structure: From Choice to Contract », Journal of Economic Perspectives, vol. 16, no 3,‎ 2002, p. 171–195 (lire en ligne, consulté le 6 juin 2009)